# Keferloher Montag
Der Keferloher Montag ist ein traditionsreicher Pferdemarkt in dem oberbayerischen Weiler Keferloh. Er findet jährlich am ersten Montag im September statt.

## Geschichte
Der Ursprung der Veranstaltung liegt im Jahr 955. Nach der Schlacht auf dem Lechfeld gestattete der siegreiche Graf Eberhard von Ebersberg den tapferen Hauptleuten Niklas und Baldhauser, die herrenlosen Pferde der besiegten Ungarn zusammenzutreiben und zu verkaufen. Der Überlieferung nach sollen 17.531 Tiere erbeutet worden sein. Durch ein Edikt des Königs Otto des Großen erhielten die Keferloher das Recht, auch in den folgenden Jahren am Laurentiustag einen Rossmarkt abzuhalten, der fortan jährlich als Pferde- und Viehmarkt stattfand.
Die Blütezeit des Keferloher Montages lag im 17. und 18. Jahrhundert. Der Markt und das herum entstandene Volksfest zogen jährlich bis zu 30.000 Menschen nach Keferloh. Erst mit der regelmäßigen Ausrichtung des Münchener Oktoberfests verlor die Veranstaltung ihre Anziehungskraft. Dennoch blieb der Markt, bei dem das Bier traditionell im Keferloher ausgeschenkt wurde, bis zum Zweiten Weltkrieg einer der größten Viehmärkte im Deutschen Reich.
Nach Kriegsende ging mit der fortschreitenden Technisierung der Landwirtschaft ein weiterer Verlust an Bedeutung einher. Mitte der 1990er Jahre kam die Veranstaltung nahezu zum Erliegen. Erst durch eine Initiative des Bauernverbandes und einiger Keferloher Bürger konnte der Keferloher Montag als Bauernfest wiederbelebt werden.
Im Jahr 2017 wurde das Fest mit dem Heimatpreis Bayern ausgezeichnet.
Traditionell tritt jedes Jahr ein (meist bayerischer) Politiker als Festredner auf. Dabei tragen die Redner einen Strohhut, der an die Landwirte erinnert, die früher den Keferloher Montag besuchten. Es galt als Ehre, dort gewesen zu sein, weswegen die Bauern in der Wirtschaft ihren Hut als Beleg ihrer dortigen Anwesenheit aufbehielten.